# Ахеменідське царство
Ахеменідське царство, Ахеменідське князівство (перс.: پادشاهی هخامنشی, pādšāhie haxāmaneši) відноситься до доімперської історії Ахеменідської імперії. Першим князем держави був Ахемен, який був прабатьком Ахеменідів, що також дав ім'я династії. Ахеменідське царство було правлячим князівством Персії (регіон на південному заході Ірану) та Аншана (також на південному заході Ірану).
Відповідно до Ахеменідської традиції, Ахемена змінив Теїсп, який розділив своє князівство між синами Арярамна та Кіра І.

## Історія
Невідомо, чи був перший член династії Ахемен — міфічною фігурою чи фактичним князем. Ймовірно був вождем племен парсуамаш (перси) і анза. Але історичний чи міфічний, він був відомий пізнішим Ахеменідам як батько Теїсп. Останній десь в середині 660-х років до н.е. почав війни проти еламського царя Темпті-Хумбан-Іншушинака. Згодом перські племена на чолі з Теіспом опинилася під зверхністю Мідійського царства. Лише 654/653 року до н. е. після поразки останнього від скіфів Теісп звільнився від залежності й поновив напади на Елам, який в цей час вів тривалі та запеклі війни з Ассирією. Близько 643 року до н.е. скористався поразкою від ассирійців еламського царя Шутур-Наххунте III, захопивши східний Елам зі столицею Аншан. Саме з цього часу починає утворюватися власне Перське (Аншанське) царство, а перси остаточно переходять від напівкочового способу життя до осілого. Ймовірно, Ахеменідське царство було розділене Теїспом між його синами, Арярамом і Кіром I. З того часу династія мала дві гілки, тоді як Арярамніди були князями Парса (Персія або Персія, провінція на півдні Ірану), Кирисиди були князями Аншану. Арярам, скориставшись боротьбою за владу в Еламі, захопив в Хумбан-Кітіна центральний Елам. 
643 року до н.е. Кір I визнав зверхність ассирійського царя Ашшурбаніпала, в той же час Арярам вимушен був підкоритися мідійському царству. 
Камбіс І, син Кіра I та батько Кіра II, панував під владою Астяга, мідійського князя і одружився з Манданом, дочкою Великого короля. Але незабаром Камбіс повстав проти Астяга. Після того, як Камбіс загинув під битви на перському кордоні, його син Кір II успішно завоював царство свого діда і створив Ахеменідську імперію.

## Соціальний стан
Основним соціальним осередком була велика патріархальна сім'я (мана), на чолі якої стояв «патріарх», який мав необмежену світську та духовну владу над членами сім'ї. Спільнота родин становила рід (таума), а об'єднання споріднених родів становило плем'я (занту) на чолі з вождем племені (зантупаті). Об'єднання кількох племен становило область чи країну (дагью), яку очолював цар (кшаядія).

## Правителі
У своєму циліндрі Кір Великий представився як нащадок Тейспа. Проте про Ахеменаха немає жодної згадки:
Я, Кір, цар Всесвіту, великий князь, могутній князь, князь Вавилону, князь Шумеру та Аккаду, князь чотирьох сторін світу, син Камбіза, великого князя, князя міста Аншан, онук Кіра, великого князя, князя міста Аншан, нащадка Тейспеса, великого князя, князя Аншану.— Кір Великий
У Бегістунському написі Дарій І Великий пише, що Ахемен був батьком Теїспе:
My father is Hystaspes; the father of Hystaspes was Arsames; the father of Arsames was Ariaramnes; the father of Ariaramnes was Teispes; the father of Teispes was Achaemenes.— Дарій Великий
За Дарієм, перед ним було вісім ахеменідських князів:
Ось чому нас називають Ахеменідами; ми з давніх часів були благородними; з давніх часів наша династія була княжою.
Вісім з моєї династії були князями до мене; Я дев'ятий. Дев'ять поспіль ми були князями.— Дарій І Великий
Про родовід Ахеменідів також повідомляє Геродот. За його словами, Дарій, Гистасп, Арсам, Арярамн і Теїсп були ахаменідськими князями гілки Дарія, а Кір [II], Камбіс [І], Теїсп і Ахемен були царями іншої гілки. Платон також описує Ахемена як сина грецького бога Персея, сина Зевса.

### Ахеменідські князі Аньшани
| Портрет                                      | Ім'я                                         | Сімейні відносини                            | Панувати                                     | Примітки                                     |
| Династія Ахеменідів (~ 705—559 рр. До н. е.) | Династія Ахеменідів (~ 705—559 рр. До н. е.) | Династія Ахеменідів (~ 705—559 рр. До н. е.) | Династія Ахеменідів (~ 705—559 рр. До н. е.) | Династія Ахеменідів (~ 705—559 рр. До н. е.) |
| -------------------------------------------- | -------------------------------------------- | -------------------------------------------- | -------------------------------------------- | -------------------------------------------- |
|                                              | Ахемен                                       |                                              | ~ 705 р. до Р. Х.                            | Перший правитель Ахеменідського царства      |
|                                              | Теїсп                                        | син Ахеемена                                 | ~ 640 р. до Р.Х.                             |                                              |
|                                              | Кір І                                        | син Теїспа                                   | ~ 580 р. до Р.Х.                             |                                              |
|                                              | Камбіс I                                     | син Кіра I і батько Кіра II                  | ~ 550 р. до Р.Х.                             |                                              |

## Спадщина

Розмах Ахеменідської імперії

Колись другорядна династія на півдні Ірану, династія Ахеменідів правила великою частиною Стародавнього світу понад два сторіч. Кір Великий, член династії, підкорив Мідію, Вавилон і Лідію, а його син Камбіс II підкорив Єгипет.